# جيمس ريتشاردسون (لاعب كريكت)
جيمس ريتشاردسون (16 ديسمبر 1903 - 2 مايو 1995 في المملكة المتحدة) (بالإنجليزية: James Richardson)‏ هو لاعب كريكت بريطاني (وحمل سابقاً جنسية المملكة المتحدة لبريطانيا العظمى وأيرلندا).

## وصلات خارجية
- جيمس ريتشاردسون عل موقع إسبنسكروم (الإنجليزية)